# Vivian Heisen
Vivian Heisen (Wiefelstede, 27 dicembre 1993) è una tennista tedesca.

## Biografia
Vivian Heisen ha vinto 2 titoli in singolare e 10 titoli nel doppio nel circuito ITF in carriera. Il 23 ottobre 2017 ha raggiunto il best ranking mondiale nel singolare, nr 328; il 18 aprile 2022 ha raggiunto il miglior piazzamento mondiale nel doppio, nr 61.

## Statistiche WTA

### Doppio

#### Sconfitte (1)
| Legenda              |
| -------------------- |
| Grande Slam (0)      |
| Argenti Olimpici (0) |
| WTA Finals (0)       |
| WTA Elite Trophy (0) |
| Dal 2021             |
| WTA 1000 (0)         |
| WTA 500 (1)          |
| WTA 250 (0)          |

| N. | Data            | Torneo                        | Superficie | Compagna      | Avversarie in finale              | Punteggio        |
| 1. | 15 gennaio 2022 | Sydney Tennis Classic, Sydney | Cemento    | Panna Udvardy | Anna Danilina Beatriz Haddad Maia | 6–4, 5–7, [8–10] |

## Circuito WTA 125

### Doppio

#### Vittorie (1)
| N. | Data           | Torneo                       | Superficie  | Compagna    | Avversarie in finale         | Punteggio        |
| 1. | 21 maggio 2023 | Firenze Ladies Open, Firenze | Terra rossa | Ingrid Neel | Asia Muhammad Giuliana Olmos | 1-6, 6-2, [10-8] |

#### Sconfitte (1)
| N. | Data          | Torneo                              | Superficie  | Compagna       | Avversarie in finale                | Punteggio        |
| 1. | 2 aprile 2022 | AnyTech365 Andalucía Open, Marbella | Terra rossa | Katarzyna Kawa | Irina Maria Bara Ekaterine Gorgodze | 4-6, 6-3, [6-10] |

## Statistiche ITF

### Singolare

#### Vittorie (2)
| Torneo $100.000 (0) |
| Torneo $80.000 (0)  |
| Torneo $75.000 (0)  |
| Torneo $60.000 (0)  |
| Torneo $50.000 (0)  |
| Torneo $25.000 (0)  |
| Torneo $15.000 (0)  |
| Torneo $10.000 (2)  |

| N. | Data            | Torneo                     | Superficie  | Avversaria in finale | Punteggio   |
| 1. | 10 ottobre 2015 | Santa Marina Open, Sozopol | Cemento     | Džulija Terzijska    | 6-2, 7-6(1) |
| 2. | 26 giugno 2016  | Breda Future+, Breda       | Terra rossa | Kelly Versteeg       | 6-2, 6-1    |

#### Sconfitte (3)
| Torneo $100.000 (0) |
| Torneo $80.000 (0)  |
| Torneo $75.000 (0)  |
| Torneo $60.000 (0)  |
| Torneo $50.000 (0)  |
| Torneo $25.000 (0)  |
| Torneo $15.000 (0)  |
| Torneo $10.000 (3)  |

| N. | Data             | Torneo                                 | Superficie  | Avversaria in finale | Punteggio     |
| 1. | 4 novembre 2012  | ITF Women's Circuit Monastir, Monastir | Cemento     | Nikola Vajdová       | 3–6, 6–1, 3–6 |
| 2. | 5 aprile 2015    | Bahrain Women's Circuit, Manama        | Cemento     | Fatma Al-Nabhani     | 4–6, 6(2)-7   |
| 3. | 6 settembre 2015 | Prayon Open, Engis                     | Terra rossa | Katharina Lehnert    | 3–6, 6–2, 1–6 |

### Doppio

#### Vittorie (10)
| Torneo $100.000 (0) |
| Torneo $80.000 (1)  |
| Torneo $75.000 (0)  |
| Torneo $60.000 (0)  |
| Torneo $50.000 (0)  |
| Torneo $25.000 (6)  |
| Torneo $15.000 (1)  |
| Torneo $10.000 (2)  |

| N.  | Data              | Torneo                                    | Superficie  | Compagna            | Avversarie in finale                           | Punteggio           |
| 1.  | 11 ottobre 2015   | Santa Marina Open, Sozopol                | Cemento     | Džulija Terzijska   | Lenka Jara Karolína Stuchlá                    | 6-3, 6-1            |
| 2.  | 5 agosto 2016     | Ladies Future Vienna, Vienna              | Terra rossa | Janina Toljan       | Petra Krejsová Anna Slováková                  | 6-3, 6-2            |
| 3.  | 11 febbraio 2017  | Empire Women's Indoor, Trnava             | Cemento (i) | Margarita Lazareva  | Sandra Jamrichová Vivien Juhászová             | 4–6, 6–4, [10–7]    |
| 4.  | 6 maggio 2017     | Wiesbaden Tennis Open, Wiesbaden          | Terra rossa | Storm Sanders       | Diāna Marcinkēviča Rebeka Masarova             | 7–5, 5–7, [10–8]    |
| 5.  | 13 luglio 2018    | Trofeo Mabo, Torino                       | Terra rossa | Sandra Samir        | Martina Caregaro Federica Di Sarra             | 6-3, 6-2            |
| 6.  | 26 gennaio 2019   | Tatarstan Winter Cup, Kazan'              | Cemento (i) | Ganna Poznichirenko | Alëna Fomina Ekaterina Jašina                  | 6-4, 6-3            |
| 7.  | 29 giugno 2019    | Darmstadt Tennis International, Darmstadt | Terra rossa | Katharina Hobgarski | Lena Lutzeier Natalia Siedliska                | 6(4)–7, 6–2, [10–4] |
| 8.  | 20 luglio 2019    | President's Cup, Astana                   | Cemento     | Marie Bouzková      | Vlada Koval Kamilla Rakhimova                  | 7-6(8), 6-1         |
| 9.  | 31 agosto 2019    | Vienna Open, Vienna                       | Terra rossa | Katharina Hobgarski | Irene Burillo Escorihuela Andrea Lazaro Garcia | 7-6(4), 6–4         |
| 10. | 20 settembre 2019 | AEGON Pro Series Roehampton, Roehampton   | Cemento     | Katharina Hobgarski | Freya Christie Maria Sanchez                   | 7-5, 1-6, [10-7]    |

#### Sconfitte (9)
| Torneo $100.000 (1) |
| Torneo $80.000 (0)  |
| Torneo $75.000 (0)  |
| Torneo $60.000 (2)  |
| Torneo $50.000 (0)  |
| Torneo $25.000 (4)  |
| Torneo $15.000 (0)  |
| Torneo $10.000 (2)  |

| N. | Data              | Torneo                                  | Superficie    | Compagna            | Avversarie in finale                     | Punteggio           |
| 1. | 11 giugno 2012    | Future Drenthe, Meppel                  | Terra rossa   | Marritt Boonstra    | Ysaline Bonaventure Nicolette van Uitert | 6–1, 4–6, [7–10]    |
| 2. | 26 gennaio 2014   | Segro International, Kaarst             | Sintetico (i) | Linda Prenkovic     | Ol'ga Jančuk Nastja Kolar                | 5-7, 3-6            |
| 3. | 16 agosto 2015    | Hechingen Ladies Open, Hechingen        | Terra rossa   | Katharina Lehnert   | Andrea Gámiz Anastasyja Vasyl'eva        | 6-4, 6(4)-7, [3-10] |
| 4. | 8 agosto 2016     | Hechingen Ladies Open, Hechingen        | Terra rossa   | Pia König           | Nicola Geuer Anna Zaja                   | 3-6, 1-6            |
| 5. | 2 marzo 2019      | Winter Moscow Open, Mosca               | Cemento (i)   | Ganna Poznichirenko | Sofija Lansere Elena Rybakina            | 6–1, 3–6, [4–10]    |
| 6. | 17 agosto 2019    | Leipzig Open, Lipsia                    | Terra rossa   | Anna Danilina       | Petra Krejsová Jesika Malečková          | 6–4, 3–6, [6–10]    |
| 7. | 28 settembre 2019 | Oeste Ladies Open, Caldas da Rainha     | Cemento       | Anna Danilina       | Jessika Ponchet Isabella Šinikova        | 1-6, 3-6            |
| 8. | 2 novembre 2019   | Open GDF SUEZ Nantes Atlantique, Nantes | Cemento (i)   | Jana Sizikova       | Akgul Amanmuradova Ekaterine Gorgodze    | 6(2)-7, 3-6         |
| 9. | 6 agosto 2022     | Kozerki Open, Grodzisk Mazowiecki       | Cemento       | Katarzyna Kawa      | Alicia Barnett Olivia Nicholls           | 1-6, 6(3)-7         |